# Tom Hunt (homme politique)
Pour les articles homonymes, voir Tom Hunt et Hunt.
Thomas Patrick Hunt  (né le 31 août 1988)  est un homme politique conservateur britannique et député d'Ipswich de 2019 à 2024.
Entre 2011 et 2017, il est conseiller du East Cambridgeshire District Council,,. À la suite de l'accord de dévolution du Cambridgeshire et de Peterborough, Hunt travaille comme chef de cabinet du Maire de Cambridgeshire and Peterborough.

## Jeunesse
Hunt est né et grandit à Ely, dans le Cambridgeshire. Son père est un conseiller au conseil du comté de Cambridgeshire et au conseil de district de l'est du Cambridgeshire. Hunt fréquente l'école à King's Ely et Hills Road Sixth Form College à Cambridge. Il étudie la Politique et l'Histoire Moderne à l'Université de Manchester et obtient un MSc à l'Université d'Oxford.

## Carrière politique
En 2011, Hunt est élu conseiller de district d'Ely South dans l'East Cambridgeshire. Il siège au conseil de district de l'East Cambridgeshire jusqu'en 2017 et est responsable des médias pour la Countryside Alliance.
Après avoir travaillé comme assistant parlementaire pour Oliver Dowden, il travaille comme chef de cabinet du maire de Cambridgeshire et de Peterborough.
Aux élections générales de 2017, Hunt se présente dans la circonscription de Doncaster Central, mais perd contre Rosie Winterton.
Hunt est sélectionné comme candidat conservateur pour Ipswich par l'association conservatrice locale en septembre 2018. Il est élu député d'Ipswich le 12 décembre 2019, battant le député travailliste sortant Sandy Martin, obtenant 24 952 voix, soit une part des voix de 50,3 %.
Hunt identifie le Brexit et l'impopularité du leader travailliste Jeremy Corbyn comme des raisons derrière la victoire des conservateurs à Ipswich. L'une des premières actions de Hunt après être devenu député est de rejoindre l'European Research Group, un groupe de députés eurosceptiques. 